# 来迎寺 (富士見市)
来迎寺（らいごうじ）は、埼玉県富士見市にある天台宗の寺院。

## 歴史
創建年代は不明である。ただ江戸時代中期に中興されたという記録から、その頃までには既に存在していたものと推測される。当地の字が「御庵」ということからも、昔から寺があったことが示唆される。
江戸時代中期に寺子屋が置かれ、明治初期には現在の富士見市立水谷小学校の前身となる小学校が開設されている。
これまで住職は兼任が多かったが、1941年（昭和16年）より専任の住職が赴任し徐々に復興されていった。1981年（昭和56年）に改築と整備が行われている。

## 交通アクセス
- 鶴瀬駅より徒歩12分。